# Ribarići (żupania istryjska)
Ribarići – wieś w Chorwacji, w żupanii istryjskiej, w gminie Višnjan. W 2011 roku pozostawała niezamieszkana.